# Лејквил (Индијана)
Лејквил (енгл. Lakeville) град је у америчкој савезној држави Индијана.

## Демографија
По попису из 2010. године број становника је 786, што је 219 (38,6%) становника више него 2000. године.
| Група             | 2000.       | 2010.       |
| Белци             | 548 (96,6%) | 749 (95,3%) |
| Афроамериканци    | 2 (0,4%)    | 1 (0,1%)    |
| Азијати           | 0 (0,0%)    | 0 (0,0%)    |
| Хиспаноамериканци | 9 (1,6%)    | 25 (3,2%)   |
| Укупно            | 567         | 786         |